# Monti Peloritani, Dorsale Curcuraci, Antennamare e area marina dello stretto di Messina
Monti Peloritani, Dorsale Curcuraci, Antennamare e area marina dello stretto di Messina este o arie protejată (arie de protecție specială avifaunistică — SPA) din Italia întinsă pe o suprafață de 27.993 ha, din care 29 % marine.

## Localizare
Centrul sitului Monti Peloritani, Dorsale Curcuraci, Antennamare e area marina dello stretto di Messina este situat la coordonatele 38°15′37″N 15°33′46″E / 38.260217°N 15.562879°E.

## Înființare
Situl Monti Peloritani, Dorsale Curcuraci, Antennamare e area marina dello stretto di Messina a fost declarat arie de protecție specială avifaunistică în iunie 2005 pentru a proteja 3 specii de plante și 71 de specii de animale.

## Biodiversitate
Situată în ecoregiunea mediteraneană, aria protejată conține 24 de habitate naturale: Păduri de stejar alb estice, Păduri de Quercus suber, Lagune de coastă, Dune mobile cu vegetație embrionară, Straturi cu Posidonia (Posidonion oceanicae), Peșteri inaccesibile publicului, Pășuni mediteraneene udate de apa mării (Juncetalia maritimi), Pante stâncoase calcaroase cu vegetație casmofită, Dune cu vegetație ierboasă Malcolmietalia, Salicornia și alte specii anuale care populează regiunile mlăștinoase și nisipoase, Tufărișuri termo-mediteraneene și de pre-deșert, Râuri mediteraneene cu debit permanent cu specii de Paspalo-Agrostidion și galerii riverane de Salix și de Populus alba, Râuri mediteraneene cu debit intermitent, cu specii de Paspalo-Agrostidion, Păduri de Quercus ilex și Quercus rotundifolia, Vegetație anuală la limita mareei, Recifuri, Păduri de pin mediteraneene cu pini mezogeni endemici, Păduri de Castanea sativa, Dune mobile de-a lungul țărmului cu Ammophila arenaria („dune albe”), Pante stâncoase silicioase cu vegetație casmofită, Lande oro-mediteraneene cu formațiuni endemice de grozamă, Galerii și tufărișuri riverane sudice (Nerio-Tamaricetea și Securinegion tinctoriae), Galerii de Salix alba și de Populus alba, Pseudostepă cu ierburi și specii anuale de Thero-Brachypodietea.
La baza desemnării sitului se află mai multe specii protejate:
- plante (3): Dianthus rupicola, Leontodon siculus, Woodwardia radicans
- păsări (68): ciocârlie-de-câmp (Alauda arvensis), pescăruș albastru (Alcedo atthis), Alectoris graeca whitakeri, rață sulițar (Anas acuta), rață pitică (Anas crecca), fâsă-de-câmp (Anthus campestris), acvilă de munte (Aquila chrysaetos), Aquila fasciata, acvilă de câmp (Aquila heliaca), egretă mare (Ardea alba), stârc roșu (Ardea purpurea), stârc galben (Ardeola ralloides), buhai de baltă (Botaurus stellaris), șorecar mare (Buteo rufinus), bătăuș (Calidris pugnax), Calonectris diomedea, caprimulg (Caprimulgus europaeus), prundăraș de sărătură (Charadrius alexandrinus), chirichița cu obraz alb (Chlidonias hybrida), chirighiță neagră (Chlidonias niger), barză albă (Ciconia ciconia), barză neagră (Ciconia nigra), șerpar (Circaetus gallicus), erete de stuf (Circus aeruginosus), erete vânăt (Circus cyaneus), erete alb (Circus macrourus), erete cenușiu (Circus pygargus), acvilă țipătoare (Clanga clanga), acvilă-țipătoare-mică (Clanga pomarina), dumbrăveancă (Coracias garrulus), egretă mică (Egretta garzetta), Falco biarmicus, șoim de iarnă (Falco columbarius), Falco eleonorae, Falco naumanni, șoim călător (Falco peregrinus), vânturel de seară (Falco vespertinus), muscar-gulerat (Ficedula albicollis), lișiță (Fulica atra), becațină comună (Gallinago gallinago), cocor (Grus grus), acvilă pitică (Hieraaetus pennatus), piciorong (Himantopus himantopus), Hydrobates pelagicus, stârc pitic (Ixobrychus minutus), Larus audouinii, Larus genei, pescăruș-cu-cap-negru (Larus melanocephalus), rață fluierătoare (Mareca penelope), gaia neagră (Milvus migrans), gaia roșie (Milvus milvus), vultur egiptean (Neophron percnopterus), stârc de noapte (Nycticorax nycticorax), vultur pescar (Pandion haliaetus), viespar (Pernis apivorus), Phoenicopterus ruber, lopătar (Platalea leucorodia), țigănuș (Plegadis falcinellus), ploier argintiu (Pluvialis squatarola), cristei de baltă (Rallus aquaticus), Spatula clypeata, rață cârâitoare (Spatula querquedula), silvie de tufiș (Sylvia undata), chiră de mare (Thalasseus sandvicensis), fluierar negru (Tringa erythropus), fluierar de mlaștină (Tringa glareola), fluierar cu picioare verzi (Tringa nebularia), fluierarul cu picioare roșii (Tringa totanus)
- pești (1): Aphanius fasciatus
- reptile (2): Emys trinacris, țestoasă bănățeană (Testudo hermanni)

Pe lângă speciile protejate, pe teritoriul sitului au mai fost identificate 25 de specii de plante, 14 specii de păsări, 5 specii de amfibieni, 7 specii de mamifere, 70 de specii de nevertebrate, 11 specii de reptile.